# 土岐持益 (守護)
土岐 持益（とき もちます）は、室町時代の武将、守護大名。室町幕府侍所頭人、美濃守護。土岐頼益の子。子に持兼。「持」の字は将軍・足利義持からの偏諱。養子に成頼。通称は祢井法師（元服前）、次郎。官職は美濃守、左京大夫。

## 生涯
父の死により9歳で惣領を継ぐ。
応永21年（1414年）に伊勢で後南朝の北畠満雅が蜂起すると翌年4月、持益は伊勢に出兵して鎮圧にあたっている。永享11年（1439年）に侍所頭人を務め、鎌倉公方足利持氏の遺児成氏を預かっていた（異説あり、兄弟とも）。
正長元年（1428年）後花園天皇が践祚すると皇位を得られなかった南朝皇族の小倉宮聖承は逐電し、伊勢の北畠満雅を頼った。再度挙兵した満雅の鎮圧のため持益は土岐世保持頼・赤松満祐・山名持豊らとともに出兵し、翌年満雅は長野満藤・仁木持長・一色義貫らに攻められて戦死した。
土岐康行の乱で土岐氏の主流だった土岐康行の系統が没落し、祖父の土岐頼忠の土岐西池田家が美濃守護となり主流となった。美濃に地盤を置いた土岐氏庶流の多くが康行に付いていたため、土岐西池田家は外様の国人の富島氏や斎藤氏を守護代として重用するようになった。
しかし文安元年（1444年）、富島氏・長江氏（富島氏の支流）と斎藤宗円が守護代の座を巡って争いを起こし、美濃錯乱と呼ばれる内乱状態となった。合戦は宗円の嫡男・斎藤利永が勝利して富島氏・長江氏を駆逐したが、この内乱において守護の持益は指導力を発揮することができなかった（一説では発狂していたとも）。結果、守護代となった利永が美濃の実権を掌握することになる。
康正元年（1455年）、嫡男の持兼が早世すると持益は孫で持兼の庶子の亀寿丸を継嗣とすることを望んだが、幼君では不安があると斎藤利永が反対し、一色義遠の子の成頼を擁立して争いになった。康正2年（1456年）、持益は利永に敗れて隠居させられ、文明6年（1474年）に69歳で死去し、一色氏出身の成頼が土岐氏の惣領を継いだ。このことは土岐氏の嫡流が持益で断絶し、一色氏が土岐氏の名跡を嗣いだことを意味する。この時代は守護代が守護の力を凌ぐ事例が多いが、土岐氏もまた守護代や有力国人の傀儡と化してゆくことになる。

## 脚註
1. 1 2  『土岐累代記』によると、土岐氏の支族饗庭元明の実子、または『土岐系図』によると、持益の叔父大桑頼名の三男佐良木光俊の実子とする。
2. 1 2 3 4 5  横山 2024, pp. 81–83.
3. ↑  横山 2024, p. 90.